# AS Juventus de Saint-Martin
AS Juventus de Saint-Martin è una società calcistica francese per azioni con sede nella città di Saint-Martin.

## Palmares
- Saint-Martin Championships (1): 2003–04